# Lasse Kjus
Lasse Kjus, né le 14 janvier 1971 à Oslo, est un ancien skieur alpin norvégien.
Vainqueur à deux reprises du classement général de la Coupe du monde de ski alpin en 1996 et 1999 et de quatre globes de cristal de spécialités (Descente en 1999 et combiné en 1994, 1999 et 2001).
Champion olympique du combiné en 1994 et triple champion du monde (combiné en 1993, super-G et géant en 1999), Kjus remporte au cours de sa carrière seize médailles internationales (5 médailles olympiques et 11 médailles mondiales).
Il est le seul skieur, depuis l'introduction du Super G en 1987, à avoir remporté une médaille dans les cinq disciplines du ski alpin lors d'un même championnat du monde (en 1999, à Vail). 
Depuis 2000, Lasse Kjus possède sa propre marque de vêtements techniques de ski.

## Palmarès

### Jeux olympiques d'hiver
| Épreuve / Édition | Lillehammer 1994 | Nagano 1998 | Salt Lake City 2002 | Turin 2006 |
| Descente          | 18e              | Argent      | Argent              | 14e        |
| Super G           | 12e              | 9e          | Ab.                 | 14e        |
| Slalom Géant      | 7e               | 8e          | Bronze              | 18e        |
| Combiné           | Or               | Argent      | 5e                  | Ab.        |

### Championnats du monde
| Épreuve / Édition | Saalbach 1991 | Morioka 1993 | Sierra Nevada 1996 | Sestrières 1997 | Vail 1999 | St. Anton 2001 | St. Moritz 2003 | Bormio 2005 |
| Descente          | -             | -            | 4e                 | Argent          | Argent    | -              | 13e             | 33e         |
| Super G           | -             | -            | 6e                 | Argent          | Or        | 4e             | 9e              | 11e         |
| Slalom Géant      | -             | 16e          | 4e                 | Argent          | Or        | 7e             | Ab.             | Ab.         |
| Slalom            | 10e           | 12e          | 10e                | -               | Argent    | -              | -               | -           |
| Combiné           | -             | Or           | Argent             | 5e              | Argent    | -              | Argent          | 6e          |

### Coupe du monde
- Vainqueur du classement général en 1996 et 1999
  - Vainqueur de la coupe du monde de descente en 1999
  - Vainqueur de la coupe du monde de combiné en 1994, 1999 et 2001
  - 18 victoires : 10 descentes, 2 super-G, 2 géants et 4 combinés
  - 60 podiums

#### Différents classements en Coupe du monde
| Année/Classement | Année/Classement | Général | Général | Descente | Descente | Slalom | Slalom | Géant  | Géant  | Super-G | Super-G | Combiné | Combiné |
| ---------------- | ---------------- | ------- | ------- | -------- | -------- | ------ | ------ | ------ | ------ | ------- | ------- | ------- | ------- |
| Année/Classement | Année/Classement | Class.  | Points  | Class.   | Points   | Class. | Points | Class. | Points | Class.  | Points  | Class.  | Points  |
| 1990             | 1990             | 68e     | 14      | -        | -        | 41e    | 1      | 29e    | 1      | 29e     | 4       | -       | -       |
| 1991             | 1991             | 9e      | 103     | 33e      | 5        | 13e    | 42     | 11e    | 30     | 23e     | 6       | 2e      | 20      |
| 1992             | 1992             | 60e     | 108     | -        | -        | 30e    | 65     | 35e    | 43     | -       | -       | -       | -       |
| 1993             | 1993             | 12e     | 452     | -        | -        | 19e    | 96     | 4e     | 254    | 37e     | 32      | 9e      | 70      |
| 1994             | 1994             | 7e      | 651     | 27e      | 83       | 15e    | 118    | 21e    | 76     | 7e      | 194     | 1er     | 180     |
| 1995             | 1995             | 6e      | 665     | 9e       | 227      | 24e    | 54     | 9e     | 212    | 26e     | 47      | 3e      | 125     |
| 1996             | 1996             | 1er     | 1216    | 4e       | 343      | 14e    | 134    | 3e     | 475    | 3e      | 264     | -       | -       |
| 1997             | 1997             | 13e     | 625     | 16e      | 173      | 32e    | 48     | 22e    | 101    | 6e      | 203     | 2e      | 100     |
| 1998             | 1998             | 10e     | 578     | 11e      | 275      | 20e    | 127    | 29e    | 48     | 16e     | 96      | -       | -       |
| 1999             | 1999             | 1er     | 1465    | 1er      | 760      | 14e    | 154    | 14e    | 163    | 7e      | 208     | 1er     | 180     |
| 2000             | 2000             | 53e     | 146     | 33e      | 36       | 51e    | 14     | 32e    | 36     | 22e     | 60      | -       | -       |
| 2001             | 2001             | 3e      | 866     | 5e       | 301      | 23e    | 81     | 8e     | 241    | 8e      | 143     | 1er     | 100     |
| 2002             | 2002             | 6e      | 680     | 15e      | 215      | 18e    | 101    | 25e    | 48     | 9e      | 176     | 2e      | 140     |
| 2003             | 2003             | 31e     | 283     | 37e      | 30       | 44e    | 14     | 35e    | 39     | 11e     | 140     | 7e      | 60      |
| 2004             | 2004             | 9e      | 824     | 9e       | 316      | 48e    | 17     | 14e    | 141    | 7e      | 230     | 3e      | 120     |
| 2005             | 2005             | 7e      | 580     | 18e      | 163      | 53e    | 9      | 7e     | 258    | 22e     | 70      | 2e      | 80      |
| 2006             | 2006             | 43e     | 169     | 41e      | 16       | -      | -      | 57e    | 3      | 22e     | 94      | 12e     | 56      |

#### Détail des victoires
| Édition / Épreuve | Descente                                                   | Géant         | Super-G     | Combiné   | Total |
| 1994              | -                                                          | -             | -           | Kitzbühel | 1     |
| 1996              | Bormio Kvitfjell                                           | Kranjska Gora | Vail        | -         | 4     |
| 1997              | Kvitfjell                                                  | -             | -           | Kitzbühel | 2     |
| 1999              | Val d'Isère Val Gardena I Wengen Kitzbühel I Sierra Nevada | -             | -           | Wengen    | 6     |
| 2001              | -                                                          | -             | -           | Kitzbühel | 1     |
| 2004              | Kitzbühel I                                                | -             | Val Gardena | -         | 2     |
| 2005              | Lenzerheide                                                | Beaver Creek  | -           | -         | 2     |
| Total             | 10                                                         | 2             | 2           | 4         | 18    |

## Arlberg-Kandahar
- Meilleur résultat : 2e place dans le combiné 1994 à Chamonix